# Bjørn Gundersen
Bjørn Gundersen (Bjørn Henrik Gundersen; * 17. Januar 1924 in Elverum; † 1. August 2002 ebd.) war ein norwegischer Hochspringer.
Bei den Olympischen Spielen gelang ihm 1948 in London im Finale kein gültiger Versuch. 1952 in Helsinki wurde er Achter.
1947, 1951 und 1954 wurde er Norwegischer Meister. Seine persönliche Bestleistung von 1,96 m stellte er am 22. August 1954 in Elverum auf.